# 長崎県内市町村指定文化財一覧
長崎県内市町村指定文化財一覧（ながさきけんないしちょうそんしていぶんかざいいちらん）は、長崎県内の市町村指定文化財の一覧である。

## 市部
- 長崎市指定文化財一覧
- 佐世保市指定文化財一覧
- 島原市指定文化財一覧
- 諫早市指定文化財一覧
- 大村市指定文化財一覧
- 平戸市指定文化財一覧
- 松浦市指定文化財一覧
- 対馬市指定文化財一覧
- 壱岐市指定文化財一覧
- 五島市指定文化財一覧
- 西海市指定文化財一覧
- 雲仙市指定文化財一覧
- 南島原市指定文化財一覧

## 西彼杵郡
- 長与町指定文化財一覧
- 時津町指定文化財一覧

## 東彼杵郡
- 東彼杵町指定文化財一覧
- 川棚町指定文化財一覧
- 波佐見町指定文化財一覧

## 北松浦郡
- 小値賀町指定文化財一覧
- 佐々町指定文化財一覧

## 南松浦郡
- 新上五島町指定文化財一覧